# 王云 (清初画家)
·
王雲（1652 - 1723尚在世），字漢藻，自號、齋號竹里。清初古典山水畫大家，善書法、篆印，時康熙至雍正初侍詔畫苑。原籍、舊住陝西藍田·輞川茱萸沜，嘗移居江蘇揚州·灣頭茱萸灣（灣頭小輞川），別築、別業號野舎。清·李斗（1749-1817）《揚州畫舫錄》：“王雲，字漢藻，揚州人。工筆、樓閣學小李將軍，以宋冢宰犖薦侍詔畫苑，比之閻立本丹青。”
王雲身世，惟清·查慎行（1650-1727）詩《題畫贈揚州王漢藻》嘗言與王雲曰：“一路垂楊記泊船，北湖南埭水浮煙；君家舊住茱萸沜，別築灣頭小輞川。”查氏“題畫、贈詩”爲根證，時之王雲“收受、收認”爲自證。
手卷“竹里王雲、甲午秋”【抄·雲臺山圖】設色絹畫，爲歷代惟一、圖畫實證東晉·顧愷之《畫雲臺山記》【雲臺山圖】之畫跡：山石堅雲體勢雲湧，從形爲石據勢爲山；三段二山大谷瑤臺，三磵三澗三段圖畫。（初學生言正）

## 生平
王雲爲“隋唐式樣”山水畫大家，源清流潔澹雅淳古。章法遠縱東晉·顧愷之及其《畫雲臺山記》格律：章法嚴謹六法備該，筆墨精緻無一脫誤；三段二山大谷瑤臺，三磵三澗三段圖畫。調格秉承唐·王維（692-761）士夫氣性：山水平遠意出塵外，雲峯石色絕跡天際。丹青比之唐·閻立本（601年—673年）。
所以清·李斗《揚州畫舫錄》品鑒王雲，乃溯源端緒“隋唐式樣”而曰：“工筆、樓閣學小李將軍，以宋冢宰犖薦侍詔畫苑，比之閻立本丹青。”清·袁枚（1716-1797）作《序》嘉許。
按語：【王雲畫山水軸（御覽）】，藏臺北故宮博物院；竹里王雲設色絹畫【抄·雲臺山圖】手卷（縱40.3釐米/橫152.5釐米），藏澳洲私家。鑒此二圖形相吻合，雲峯石色氣韻一致；時於康熙、雍正尚無影印而一圖深藏宮府，默契暗合而止能一人所成。又王雲【抄·雲臺山圖】之落款“竹里王雲、甲午秋抄”及鈐印“野舎”、“竹里出”，爲鑒識王雲真跡之重要範本。（初學生言正）
注釋一：顧愷之《畫雲臺山記》“三段山”之基本圖構：
一）西去西山、雲臺山畫段；二）三段二山、大谷瑤臺之畫心中間段（“神明之居，必有與立焉。”）；三）東去東山，次峯次山畫段（“一西一東”之次峯、東山）。
注釋二：《畫雲臺山記》“三段山”之三段畫記文（四庫全書版）爲：
第一段、西段：主峯雲臺山段（西去西山、雲臺山畫段）
山有面則背向有影，可令慶雲西而吐於東方清天中。凡天及水色盡用空青，竟素上下以映日。
西去山，別詳其遠近，發跡東基。轉上未半，作紫石如堅雲者五六枚。夾岡乘其間而上，使勢蜿蟺如龍，因抱峯直頓而上。下作積岡，使望之蓬蓬然凝而上。次復一峯是石，東鄰向者峙峭峯，西連西向之丹崖，下據絕磵。畫丹崖臨澗上，當使赫巘隆崇，畫險絕之勢。
天師坐其上，合所坐石及廕宜磵中，桃傍生石間。畫天師瘦形而神氣遠，據磵指桃廽面謂弟子。弟子中有二人臨下，到身大怖流汗失色。作王良穆然坐答問，而超昇神爽精詣俯盼桃樹。又別作王趙趨，一人隱西壁傾巗餘見衣裾，一人全見室中使輕妙泠然。凡畫人坐時可七分，衣服彩色殊鮮微，此正蓋山高而人遠耳。
雲臺西北二面可一圖岡繞之，上爲雙碣石象左右闕。石上作孤遊生鳳，當婆娑體儀羽秀而詳，軒尾翼以眺絕磵。
第二段、中間段：神明之居段（大谷、瑤臺畫心段）
（磵可甚相近）相近者，欲令雙壁之内悽愴澄清；神明之居，必有與立焉。
第三段、東段：次峯東山段（“一西一東”之東去、次峯東山畫段）
中段東面，丹砂絕崿及廕；當使嵃嶘高驪，孤松植其上。對天師所壁以成磵，磵可甚相近。
可於次峯頭作一紫石亭立，以象左闕之夾高驪絕崿。西通雲臺以表路。路左闕峯似巖爲根，根下空絕；幷諸石重勢，巖相承以合臨東磵。其西石泉又見，乃因絕際作通岡；伏流潛降，小復東出。下磵爲石瀨，淪沒於淵。所以一西一東而下者，欲使自然爲圖。
後一段赤岓，當使釋弁如裂電；對雲臺西鳳所臨壁以成磵，磵下有清流。其側壁外面作一白虎，匍石飲水，後爲降勢而絕。
凡三段山，畫之雖長當使畫甚促，不爾不稱。鳥獸中時有用之者，可定其儀而用之。下爲磵物景皆倒，作清氣帶山下三分倨一以上，使耿然成二重。
注釋三：考究《畫雲臺山記》之關鍵，正定題名【雲臺山】之字體爲先務，以免原委倒置而環互引證。古時“名、姓、稱號”，遵從專一字體而不俗字。顧公才絕而彥遠博學，當知“道教”傳説，亦知【雲臺山】非“雲台山”。一字之差或差之千里，而引喻失義則殃及圖畫。故惟以道教故事而詮釋《畫雲臺山記》之文義畫意，并非顧公《畫雲臺山記》之本意，而其真詮爲：山水圖局“三段山”之“三段畫式樣”。又其“凡三段山”之【段】字，爲長畫橫披之圖局“畫段”，并非前後遠近、高低上下之畫面“層次”；歷代專家名士未表質疑，已經千年。
注釋四：王雲時與清·王翬（1632-1717）丹青爲友，并非師學。王雲山水筆墨更爲源清流潔，澹雅淳古而非止界畫。其山水形製學長康，三段二山獨自一家：山石堅雲體勢雲湧，從形爲石據勢爲山；三段二山大谷瑤臺，三磵三澗三段圖畫。李斗通曉歷代書畫，乃溯源隋唐“式樣”而品鑒王雲“比之閻立本丹青”。又王雲兼工書法，筆跡沈著勁骨豐肌，意及鋒止氣調獨出，書畫同一文人氣質。按：界畫者，界筆直尺而彥遠稱之：“無生動可擬之，無氣韻之可侔，直要位置向背而已。”
注釋五：今《江都縣志》記：“王清癡，名雲。”不識皇朝忌諱，乃今人手筆之綽號（外號）。“王清癡”者，音“亡清癡”，涉死罪而於大清皇朝。事如：查慎行者，原名嗣璉、字夏重。其因“長生殿案”而改名爲“慎行”，改字爲“悔余”；又因“維正案”（雍正無頭）而險丟性命。王雲長期供奉於府内，并時與查慎行、孔尚任、王翬，冢宰宋犖諸士交往，悉知案情，豈敢再犯“清癡”之罪而題署於畫？“外號”非“自號”。猶如綽號“畫絕、癡絕、才絕”者，不會見於長康書畫；外號人稱“詩佛”者，不會出自王維真跡。徐邦達《中國繪畫史圖錄》，則分明“號、自號、外號”以資考究；然記有宋·陳容（所翁）、元·王繹（癡絕）、明·宋克（南宮生）、朱瞻基（長春真人）及清·金農（冬心先生）諸家確實自號者。凡題識、印識“清癡”者，無一入冊徐邦達《中國繪畫史圖錄》。（言正）